# Adoptionscentrum
Adoptionscentrum är Sveriges största förmedlare av internationella adoptioner. Organisationen är en ideell förening. Adoptionscentrum bildades 1969 och har sedan starten förmedlat över 25 000 internationella adoptioner. Adoptionscentrums bedriver verksamhet för adopterade, adoptivfamiljer och blivande adoptivföräldrar, främst genom att förmedla internationella adoptioner.
Adoptionscentrums högsta beslutande organ är Förbundsmötet, som hålls vartannat år. Adoptionscentrum hade 2021 auktorisation för att förmedla adoptioner från 13 länder. 
Auktorisation utfärdas av Myndigheten för familjerätt och föräldraskapsstöd, MFoF, som också är Adoptionscentrums tillsynsmyndighet. År 2022 förmedlade Adoptionscentrum 60 adoptioner.

## Ansvarsområden
Adoptionsförmedling bedrivs utifrån de lagar och regler som gäller dels i Sverige, dels i barnets ursprungsland. Det är ursprungslandet som avgör vilka barn som – av olika anledningar – blir tillgängliga för adoption. Detta beslut fattas alltid av ansvarig myndighet eller domstol i ursprungslandet. Den som vill bli adoptivförälder i Sverige ansöker om medgivande hos sin kommun. Det är kommunen som utreder och bedömer vem som är lämplig att bli adoptivförälder. Adoptionscentrums roll är att förmedla, dvs hjälpa blivande adoptivföräldrar att bedöma vilka länder som kan vara aktuella för just dem och stötta dem under adoptionsprocessen. Adoptionscentrum ansvarar också för kontakten med respektive lands adoptionsmyndigheter samt håller sig à jour med förändringar i lagar och regelverk. Adoptionscentrum driver också frågor om barns rättigheter, vikten av rättssäkra och etiska adoptioner etc i olika internationella sammanhang.
Adoptionscentrums internationella utvecklingsarbete genomförs av Föräldralösa barn - en del av Adoptionscentrum. Verksamheten bedriver idag (2019) 25 biståndsprojekt i åtta länder.

## Kontroverser
SVT har skrivit att Adoptionscentrum har förmedlat adoptioner av stulna barn. Adoptionscentrum säger att adoptionerna har skett enligt gällande lagar, både i utlandet och i Sverige. 
Under 2018 skrev Aftonbladet om kidnappade barn från Kina som förmedlats under politikern Ulf Kristerssons tid som ordförande för Adoptionscentrum, 2003-2005.